# Phyllophaga insularis
Phyllophaga insularis är en skalbaggsart som beskrevs av Bernard Bryan Smyth 1917. Phyllophaga insularis ingår i släktet Phyllophaga och familjen Melolonthidae. Inga underarter finns listade i Catalogue of Life.